# Hampus Mörner (1806–1876)
Christer Hampus Mörner, född 20 juli 1806 på Skinnaregården i Sunne socken, Värmland, död 5 november 1876 på Harvestad i Landeryds socken, var en svensk militär.
Hampus Mörner var son till Christer Mörner och Gustafva Thurinna Ribbing af Koberg. Han blev kadett vid Krigsakademien på Karlberg 1822, utexaminerades 1825, blev fänrik vid Andra livgardet samma år och löjtnant 1830. Mörner blev ordonnansofficer hos Karl XIV Johan 1834, kapten 1842, major vid regementet 1853, sekundmajor 1854 och överstelöjtnant i armén 1858. Han var överste och sekundchef för Första livgrenadjärregementet 1858–1871. Mörner blev 1850 riddare och 1866 kommendör av Svärdsorden.